# Енакиев, Фёдор Егорович
Фёдор Его́рович (Георгиевич) Ена́киев (1852—1915) — инженер путей сообщения, статский советник. Промышленник, один из основателей Енакиевского металлургического завода.

## Биография
Родился 11 января 1852 года в семье потомственных дворян. Отец — Егор Васильевич Енакиев — родом из Херсонской губернии. В семье, кроме Фёдора, было ещё семеро детей.
Учился в Институте инженеров путей сообщения, после чего с 1876 года работал гражданским инженером на Николаевской железной дороге. Был членом правления Общества Балтийской железной дороги, впоследствии — директор Общества.
Разработал устав Российско-Бельгийского металлургического общества, который был утверждён Комитетом министров Российской империи в 1895 году. В 1895 году началось строительство Петровского металлургического завода (сегодня — Енакиевский металлургический завод).
Разработал проект железнодорожной линии Штеровка — Мариуполь. В 1900 году совместно с другими предпринимателями учредил Товарищество «Инженеры А. М. Горяинов и Ф. Е. Енакиев» (с 1906 года — «Русско-Персидское горнопромышленное общество») для эксплуатации медных и серебро-свинцовых рудников в Азербайджанской провинции Персии. Был награждён шахом Персии орденом Льва и Солнца второй степени с красной лентой.
В 1909—1912 годах совместно с Леонтием Бенуа и Марианом Перетятковичем разработал проект крупномасштабной реконструкции Санкт-Петербурга — «Преобразование Петербурга», включавший строительство сети метрополитена.
Умер в ночь на 29 января 1915 года в санатории под Москвой.

## Награды
- Орден Святого Станислава 2-й степени
- Орден Святого Станислава 3-й степени
- Серебряная медаль короля Пруссии
- Орден Льва и Солнца 2-й степени с красной лентой (Персия)

## Семья
Женился 20 января 1885 года на дочери тайного советника Ф. Ф. Винберга, Анне Фёдоровне. От этого брака родились трое сыновей (Фёдор, Георгий, Борис) и две дочери (Ольга и ?).

## Память
В 1898 году Бахмутское уездное и Екатеринославское губернское земские собрания приняли решение назвать Енакиево местность, где был размещён Петровский завод, рудники и посёлки Русско-Бельгийского металлургического общества, а также железнодорожную станцию.
В 2010 году скульптор Пётр Антып совместно со скульптором Дмитрием Ильюхиным и архитектором Ольгой Верещагиной создали памятник Фёдору Енакиеву на основе скульптуры Петра Антыпа 1999 года. Памятник был установлен в центре Енакиева.